# Danny Syvret
Danny Syvret, född 13 juni 1985 i Millgrove, Ontario, är en kanadensisk professionell ishockeyspelare som spelar för Kölner Haie i DEL. Han listades som 81:e spelare totalt i NHL-draften 2005 av Edmonton Oilers.
Syvret spelade ett antal framgångsrika säsonger i den kanadensiska juniorligan OHL för klubben London Knights, för vilka han blev invald till ligans All-Star Team vid ett antal tillfällen samt noterades för 23 mål och 69 poäng på 62 spelade matcher under sitt sista år i föreningen. Han har även spelat för Philadelphia Phantoms i AHL.
I NHL har Syvret spelat för Edmonton Oilers, Philadelphia Flyers och Anaheim Ducks.
Syvret representerade det kanadensiska juniorlandslaget i JVM 2005 i USA, där man vann guld.